# Valeri Loguinov
Valeri Loguinov est un joueur d'échecs soviétique puis ouzbek né le 13 décembre 1955 à Syzran. Grand maître international depuis 1991, il a remporté trois fois le championnat d'Ouzbékistan (en 1976, 1982 et 1984) et trois fois le championnat de Saint-Pétersbourg (en 2000, 2004 et 2005).
Loguinov a représenté l'Ouzbékistan au premier échiquier lors des olympiades de 1992 et 1994, remportant la médaille d'argent par équipe lors le l'Olympiade d'échecs de 1992. 
Il est affilié à la fédération russe d'échecs depuis 1995. Au 1er mai 2018, il est le 130e joueur russe avec un classement Elo de 2 493 points.